# ルブンバシ大学
ルブンバシ大学（University of Lubumbashi：UNILU）は、コンゴ民主共和国で最も規模の大きい大学の1つである。カタンガ州の州都であるルブンバシに置かれており、大学キャンパスはルブンバシ市内の北部、ルブンバシ国際空港の南西部に位置する。
現在の大学が設立されたのは1981年であるが、大学の起源は1955年のベルギー領コンゴ時代に設立されたコンゴ及びルワンダ・ウルンディ官立大学（ 仏: Université officielle du Congo et du Ruanda-Urundi　英： Official University of the Congo and Ruanda-Urundi ) にまで遡ることができる。
1990年5月には、モブツ・セセ・セコ大統領配下の大統領特殊師団（en:Special Presidential Division：DSP）により、民主化要求を行う学生に対しキャンパス内で大規模な弾圧が行われた。その結果、少なくとも数十人の学生が殺害され、キャンパスの一部が破壊された。